# Pseudoleptus palustria
Pseudoleptus palustria är en spindeldjursart som beskrevs av Pritchard och Baker 1952. Pseudoleptus palustria ingår i släktet Pseudoleptus och familjen Tenuipalpidae. Inga underarter finns listade i Catalogue of Life.